# Uirapuru-estrela
Manaquim-estrela ou uirapuru-estrela (Lepidothrix serena) é uma espécie de ave da família Pipridae.
Pode ser encontrada nos seguintes países: Brasil, Guiana Francesa, Guiana e Suriname.
Os seus habitats naturais são: florestas subtropicais ou tropicais húmidas de baixa altitude.